# Utasi Mária
Utasi Mária (Vörösmart, 1943. november 11. – Újvidék, 1985. február 20.) jugoszláviai magyar költő. Utasi Csaba (1941-2010) irodalomtörténész húga.

## Életpályája
Szabadkán tanítóképzőt végzett. Egyetemi tanulmányait az Újvidéki Egyetem magyar nyelv- és irodalom szakon végezte el. Kopácson és Laskón oktatott. 1975-ben az ELTE-n szerzett magyartanári oklevelet. 1979-1985 között Újvidéken az Új Szó című napilapnál dolgozott.

## Munkássága
Első verseit Baranya ihlette. Szembenézve a fájdalmas baranyai enyészettel nem a megszépítés, hanem az aggódás, a kétségbeesés útjait járta. Az olvasmányélmények hatására írt versek örömétől eljutott a költészet fájdalmáig. Költői eszközeinek letisztulásával a népköltészet hangulatvilágától eljut a pilinszkys tömörségű versig.

## Művei
- Hajnali ravatal (versek, 1970)
- Égő ezüstben (versek, 1979)
- Vízmosta jel. Hátrahagyott versek (versek, 1987)

## Díjai
- Sinkó Ervin-díj (1971)